# Cserépváralja
Cserépváralja község Borsod-Abaúj-Zemplén vármegyében, a Mezőkövesdi járásban.

## Fekvése
A Bükk-vidék középső-déli részén fekszik, a megyeszékhely Miskolctól körülbelül 50 kilométerre délnyugatra. A szomszédos települések: északkelet felől Kács, kelet felől Tibolddaróc, dél felől Tard, délnyugat felől Bogács, nyugat felől pedig Cserépfalu. A legközelebbi város a 18 kilométerre délre fekvő Mezőkövesd.

### Megközelítése
Csak közúton érhető el, két irányból: a 3-as főút Mezőkövesd és Mezőnyárád közti szakasza felől, Tardon át a 25 113-as számú mellékúton, illetve Cserépfalu felől egy szerpentines, számozatlan önkormányzati úton.

## Története
A terület már az ókorban is lakott volt. Először 1214-ben említik. Várát 1248–1350 közt építhették. 1596-ban Eger eleste után őrsége megfutamodott így a török harc nélkül szállta meg. 1687-ben ostrommal szabadították fel a császári csapatok.
1697-ben helyreállították, 1703-ban itt tartották fogva a kurucok Telekessy István egri püspököt. A vár valószínűleg a Rákóczi-szabadságharc idején pusztult el. 1711-ben L'Huillier Ferenc egri várkapitány megvásárolta a várat és köveiből a vár alatt kastélyt építtetett. A vár megmaradt részeit egy ideig még raktárként használták. Ma csak csekély kőfalmaradványok és sáncnyomok figyelhetők meg.

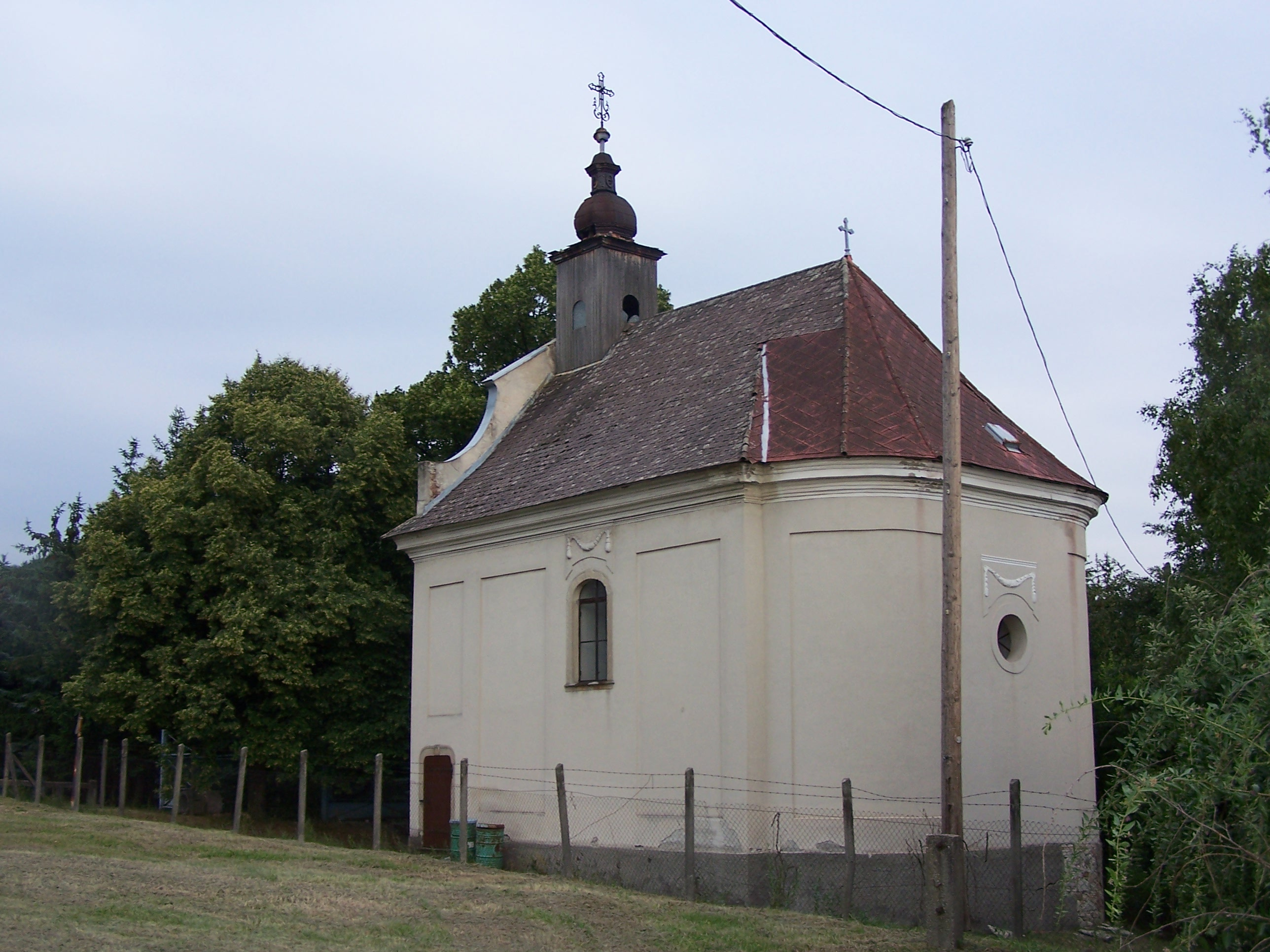
Kápolna

## Közélete

### Polgármesterei
- 1990–1994: Molnár Józsefné (független)[4]
- 1994–1998: Molnár Józsefné Pongó Margit (független)[5]
- 1998–2002: Dr. Bótáné Pongó Margit (független)[6]
- 2002–2006: Dávid Zoltán (független)[7]
- 2006–2010: Dávid Zoltán (független)[8]
- 2010–2014: Dávid Zoltán (független)[9]
- 2014–2019: Dávid Zoltán (független)[10]
- 2020–2024: Dávid Zoltán (független)[11]
- 2024– : Dávid Zoltán (független)[1]

A településen a 2019. október 13-án tartott önkormányzati választás után, a polgármester-választás tekintetében nem lehetett eredményt hirdetni, mert szavazategyenlőség alakult ki az első helyen, Dávid Zoltán korábbi polgármester és két kihívójának egyike között. Az emiatt szükségessé vált időközi választáson, amit 2020. január 12-én tartottak meg, már csak a holtversenyben részes két jelölt indult, és végül Dávid Zoltán ezúttal is meg tudta szerezni a győzelmet, amivel megtarthatta faluvezetői posztját.

## Népesség
A település népességének változása:
| Lakosok száma | 394  | 384  | 382  | 344  | 347  | 347  | 336  |
|               | 2013 | 2014 | 2015 | 2021 | 2022 | 2023 | 2024 |

A 2001-es népszámlálás adatai szerint a településnek csak magyar lakossága volt.
A 2011-es népszámlálás során a lakosok 94,8%-a magyarnak mondta magát (5,2% nem nyilatkozott). A vallási megoszlás a következő volt: római katolikus 80,6%, református 1,6%, felekezeten kívüli 4,1% (13,5% nem válaszolt).
2022-ben a lakosság 96,8%-a vallotta magát magyarnak, 0,3% cigánynak, 2,9% egyéb, nem hazai nemzetiségűnek (3,2% nem nyilatkozott; a kettős identitások miatt a végösszeg nagyobb lehet 100%-nál). Vallásuk szerint 64% volt római katolikus, 0,9% református, 0,3% görög katolikus, 6,1% felekezeten kívüli (28,2% nem válaszolt).

## Látnivalók
- kaptárkövek
- Barlanglakásos tájház berendezve, valamint nagyszámú elhagyott barlanglakás
- Cserépvár romjai (a község határában a Nádor-patak völgyében emelkedő Várhegyen található)
- Kastély romjai
- Egykori L’Huillier-kastély kápolnája
- Modern templom (Csaba László terve alapján, 1961)
- Túraútvonal Kácsra (piros jelzés)
- Római katolikus kápolna
- Országos turistaútvonal
- Farkas-kői-sziklaüreg

## Képek

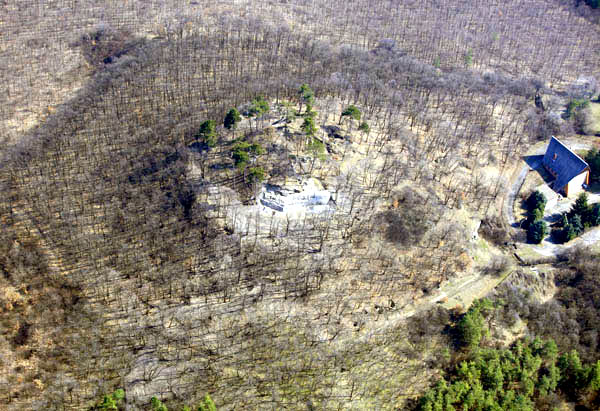
Cserépvár
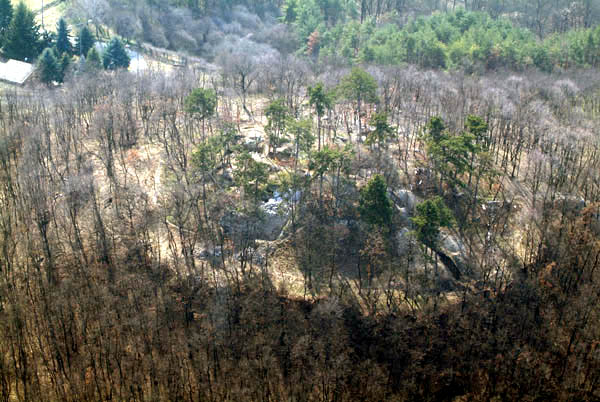
Cserépváralja
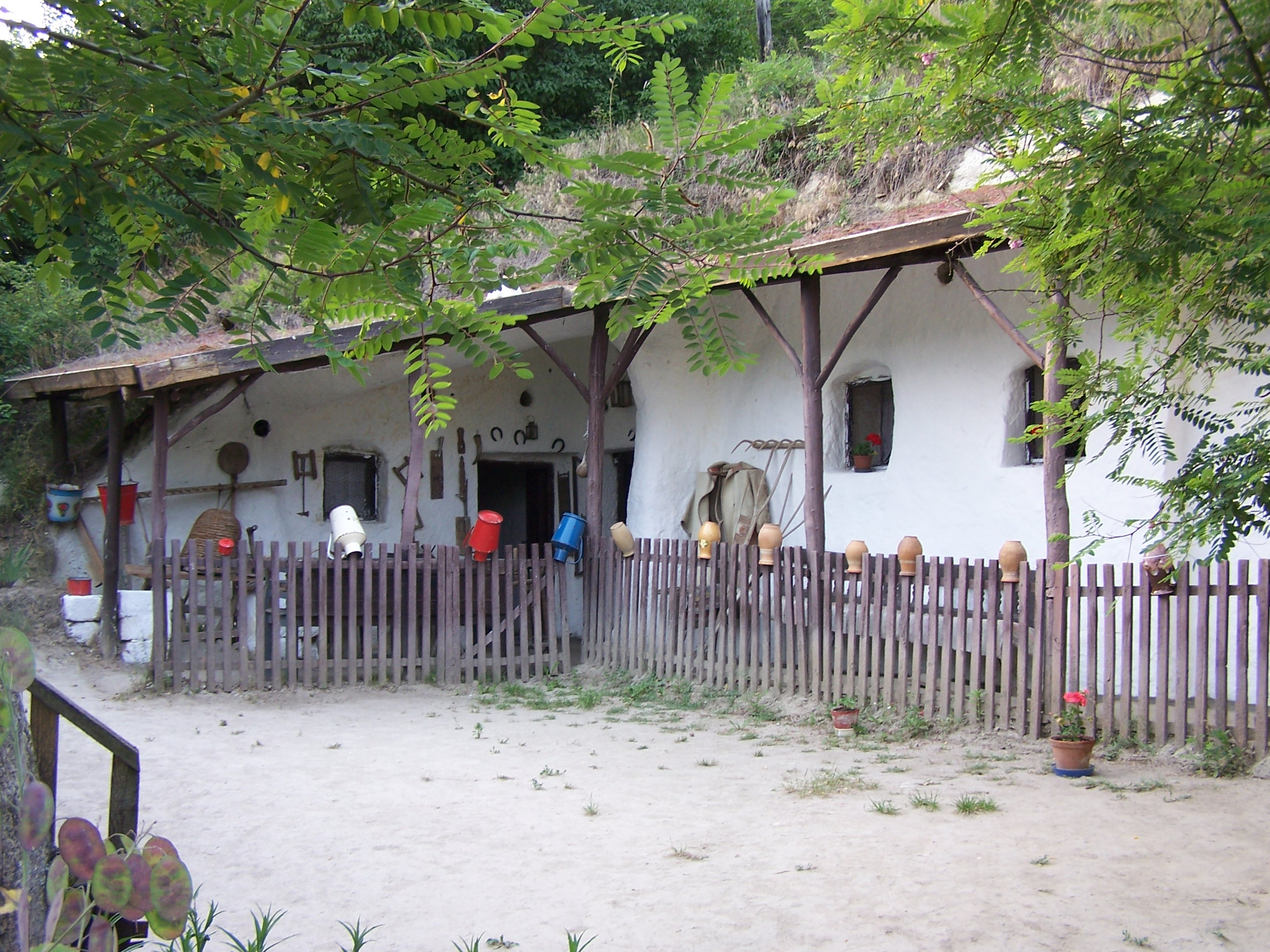
Barlanglakás

## Testvértelepülés
- Pálpataka, Románia